# Вага (село)
Ва́га — село в Україні, у Підгаєцькій міській громаді Тернопільського району Тернопільської області. Розташоване на південному сході Тернопільського району. До 1990 року належало до Теребовлянського району.
До 2020 року було підпорядковане Бронгалівській сільській раді. До села приєднано хутір Вага-Огінщизна; розташований за 2 км від нього. Відомий від початку 19 століття як Огінщизна. Нині — вулиця села.
Розташоване обабіч шосейної дороги Галич-Сатанів. Населення — 214 осіб (2003).

## Історія
Перша писемна згадка — кінець 18 століття.
У книзі «Підгаєччина у спогадах емігрантів» (Козова, 1994) автор О. Возьна-Галипчак відзначає, що перед I світовою війною у Вазі було тільки 24 господарства, а перший поселенець — Пилип Гірняк.
За Австро-Угорщини і Польщі функціонувала однокласна школа з польською мовами навчання. У 1809—1815 рр. поблизу села пролягав кордон між Австрією та Росією за Шенбурнським договором. Діяли філії українських товариств «Просвіти» (від 1927)(голова Стефан Гусар), «Луг», «Сільський господар», українська приватна школа (1934—1939), а також кооператива.
Від вересня 1939 р. село — під радянською владою. Від 5 липня 1941 р. до 21 липня 1944 р. — під німецькою окупацією; нацисти вивозили на примусові роботи до Німеччини юнаків та дівчат. До ОУН та УПА належали:
- Йосиф Возьний (р. н. невід.), Магдалина Гусар (1919 р. н.), Петро Демінський (1914 р. н.), Михайло Дорош (р. н. невід.), Володимир Жукевич (р. н. невід.), Володимир Кульчицький (1904 р. н.), Григорій Олійник («Сойка»; р. н. невід.), Михайло Смолій (1919 р. н.), Микола Фецак (1919 р. н.), Богдан Юрків (р. н. невід.)

У 1949 р. в селі примусово створено колгосп. Нині землі обробляє ТзОВ «Мрія».
- 12 червня 2020 року, відповідно до розпорядження Кабінету Міністрів України № 724-р «Про визначення адміністративних центрів та затвердження територій територіальних громад Тернопільської області» увійшло до складу Підгаєцької міської громади[1].
- 19 липня 2020 року, в результаті адміністративно-територіальної реформи та ліквідації Теребовлянського району, село увійшло до складу Тернопільського району[2].

## Населення
За переписом населення України 2001 року в селі мешкало 210 осіб. 100 % населення вказало своєю рідною мовою українську мову.

## Пам'ятки
Є церква святого архістратига Михаїла (1991; УГКЦ; мурована).
Пам'ятники:
- Насипані символічні могили УСС та воякам УПА (1990),
- встановлено пам'ятні знаки з нагоди відродження Української держави та жертвам голодомору в Україні (1995).

## Відомі люди
В селі народилися:
- Олег Коверко (1937) — український поет. Очолював Український інститут модерного мистецтва в Чикаго
- Ярослав Кулинич — американський кінорежисер українського походження (1926—2007),
- Ольга Фецак — українська громадська діячка у діаспорі,
- Орест Юрків — громадський діяч, який зібрав експонати з історії села і відкрив музей;

## Галерея

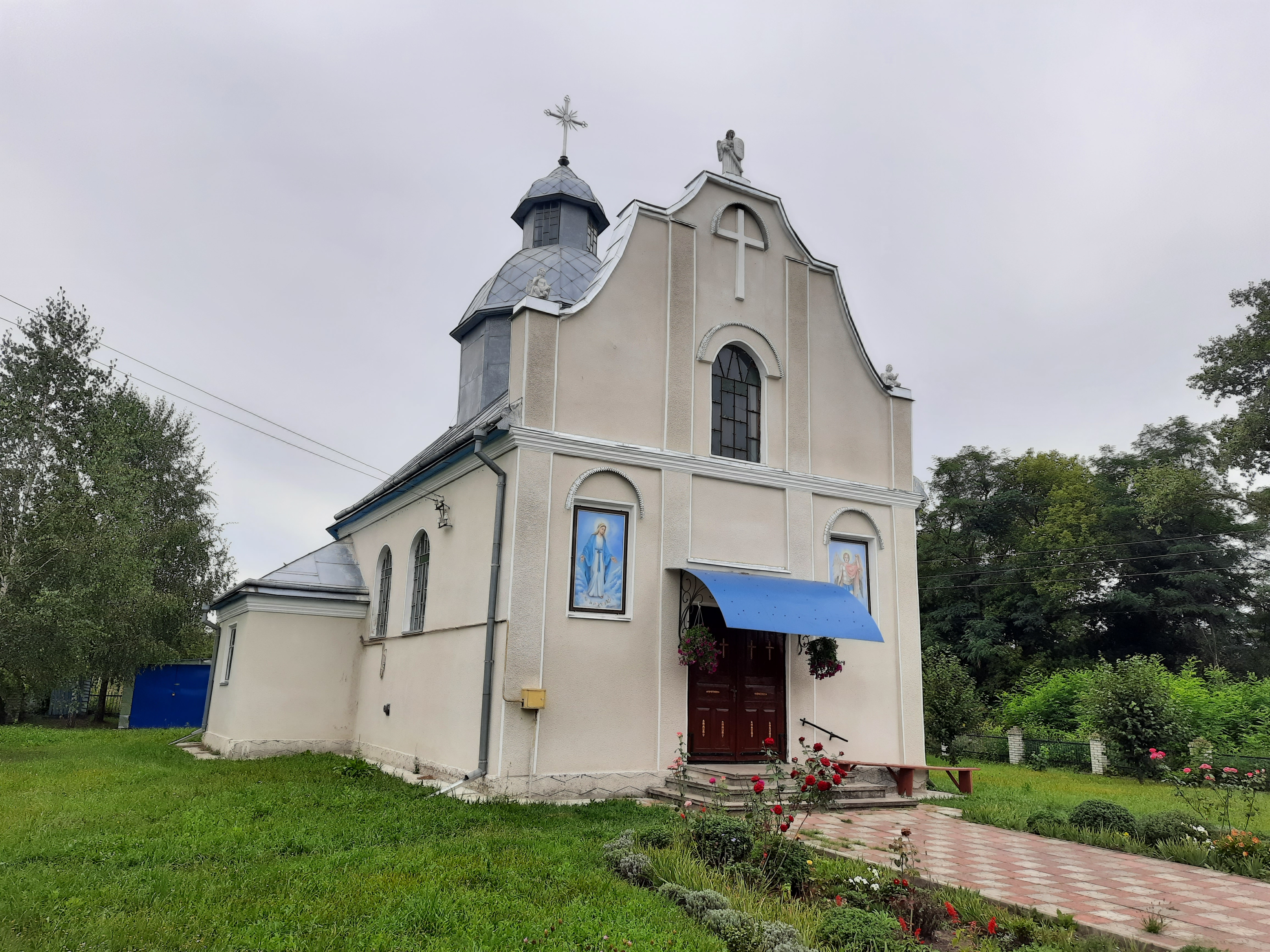
Церква Святого Михаїла
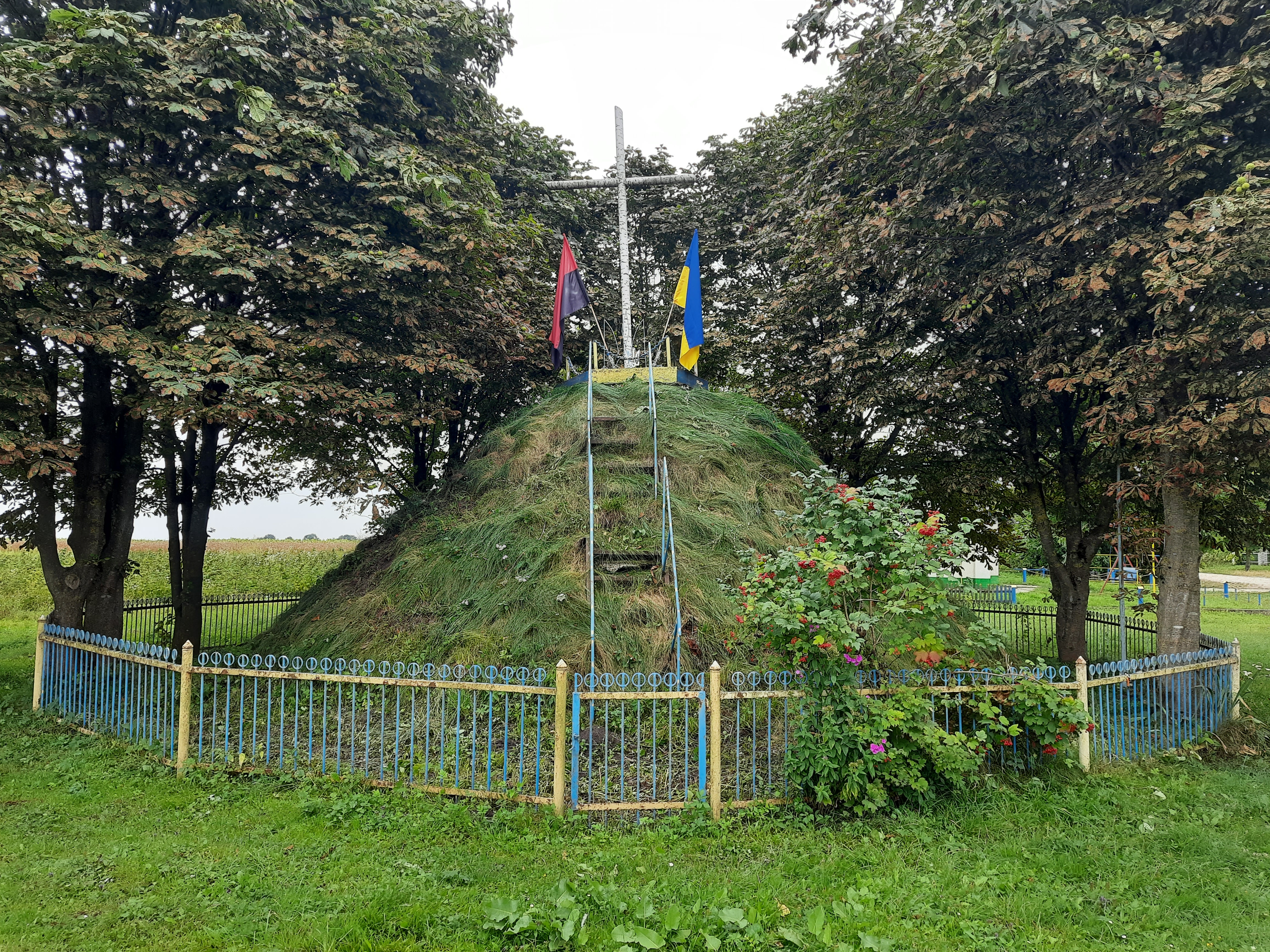
Символічна могила Борцям за волю України
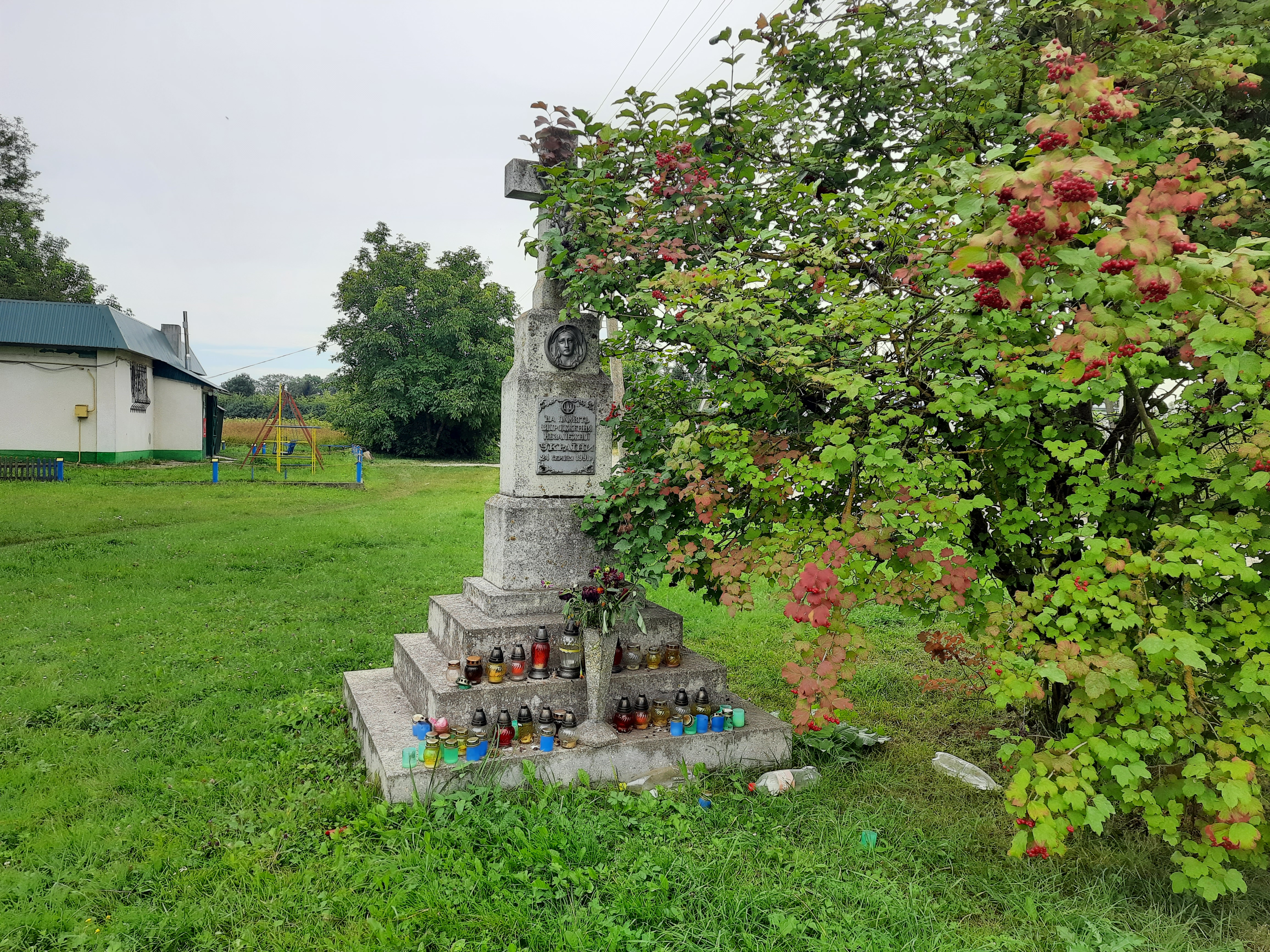
Пам'ятний хрест
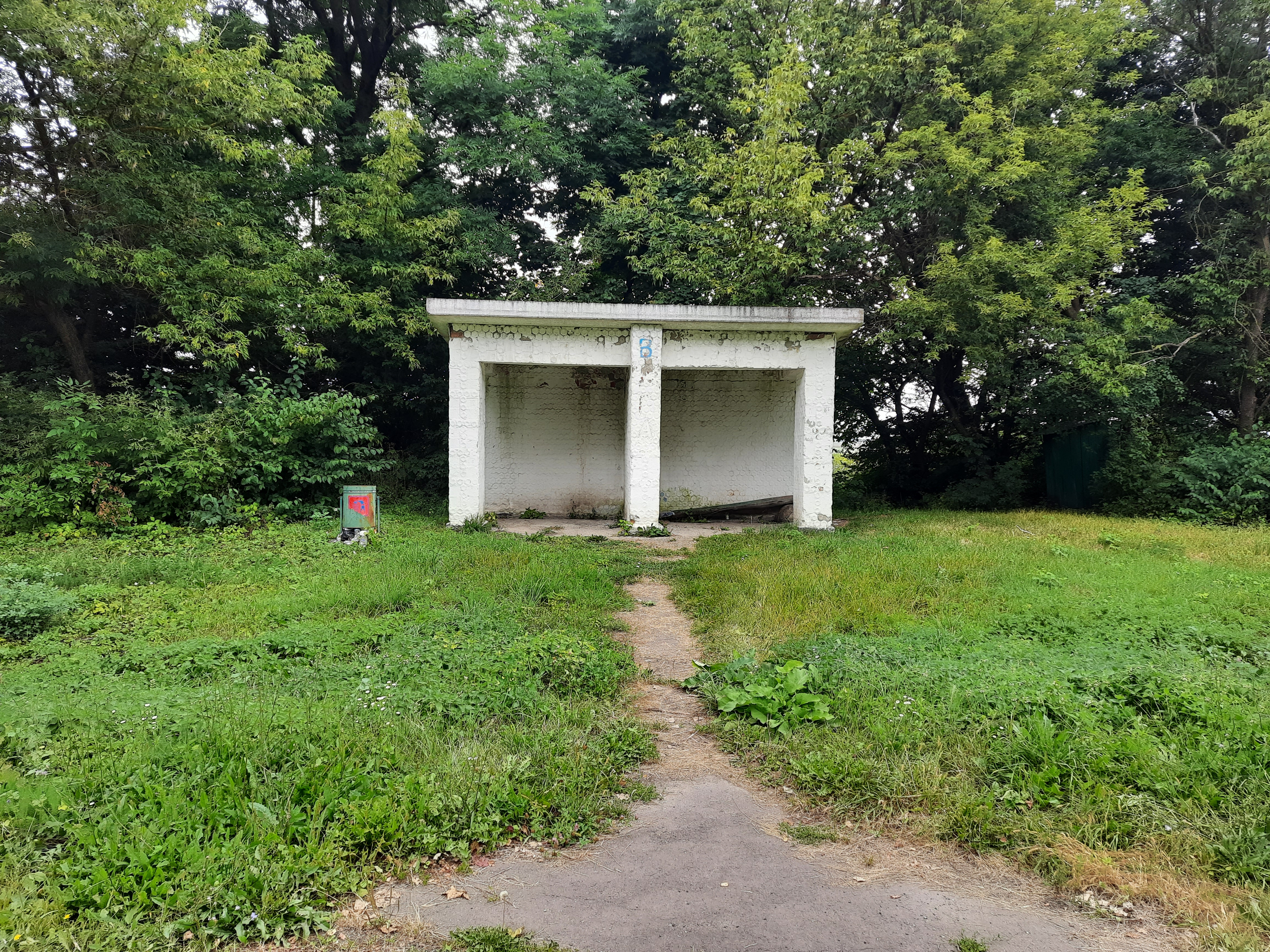
Автобусна зупинка